# Parlamentswahl in Syrien 2003
Parlamentswahlen wurden in Syrien am 5. März 2003 abgehalten. Es waren die ersten Volksratswahlen, die unter dem neuen Präsidenten Baschar al-Assad abgehalten wurden. Die Zahl der Sitze, welche die regierende Nationale Fortschrittsfront erhielt, betrug 167, die Unabhängigen erhielten 83 Sitze. Allein die Baath-Partei gewann 135 Sitze (126 sind für die absolute Mehrheit erforderlich). Die Wahlbeteiligung lag bei 63 %. Nach der Wahl wurde Muhammad Nadschi al-Utri zum Ministerpräsidenten ernannt.

## Ergebnisse
| Nationale Fortschrittsfront                                | 167 |     |
| - Arabisch-Sozialistische Baath-Partei                     | 167 | 135 |
| - Arabische Sozialistische Bewegung                        | 167 | 32  |
| - Arabische Sozialistische Union                           | 167 | 32  |
| - Syrische Kommunistische Partei (Chalid-Bakdasch-Faktion) | 167 | 32  |
| - Syrische Kommunistische Partei (Yusuf-Faisal-Faktion)    | 167 | 32  |
| - Syrische Soziale Nationalistische Partei                 | 167 | 32  |
| - Sozialistische Unionisten                                | 167 | 32  |
| - Sozialdemokratische Unionisten                           | 167 | 32  |
| Unabhängige                                                | 83  |     |
| Gesamt (Wahlbeteiligung 63 %)                              | 250 |     |
| Quelle:                                                    |     |     |